# Polcenigo
Polcenigo (friülà Polcenic) és un municipi italià, dins de la província de Pordenone. L'any 2007 tenia 3.228 habitants. Limita amb els municipis de Budoia, Caneva, Fontanafredda i Tambre (BL).

## Administració
| Període | Identitat             | Partit   |
| ------- | --------------------- | -------- |
| 2004-   | Carlo Silvano Toppani | Esquerra |